# Самсыково
Самсыково, Самсык (баш. Самсыҡ) — деревня в Туймазинском районе Башкортостана, входит в состав Верхнебишиндинского сельсовета.

## Население
| 2002 | 2009 | 2010 |
| ---- | ---- | ---- |
| 75   | ↗107 | ↘76  |

Национальный состав
Согласно переписи 2002 года, преобладающие национальности — башкиры (63 %), татары (32 %).

## Географическое положение
Расстояние до:
- районного центра (Туймазы): 21 км,
- центра сельсовета (Верхние Бишинды): 6 км,
- ближайшей ж/д станции (Туймазы): 21 км.

## История
Название происходит от башкирского микроэтнонима самсыҡ (русск. самсык).